# Eudendrium rameum
Eudendrium rameum Pallas, 1766 è un idrozoo della famiglia Eudendriidae.

## Distribuzione e habitat
Strettamente bentonico, cresce su fondali duri. Costituisce la preda tipica di molte specie di nudibranchi (ad esempio Edmundsella pedata, Hermissenda crassicornis, Cratena peregrina).